# Fonderie de canons de Douai
La Fonderie de canons de Douai est un lieu dont l'histoire débute au XIe siècle par la construction d'un donjon du comte de Flandre dont il subsiste le puits pour devenir au XVIIe siècle un arsenal puis une fonderie de canons, et désormais un jardin.

## Site des origines de Douai
Le Musée archéologique Arkéos présente dans ses collections permanentes les maquettes des premiers bâtiments fondant Douai à l'emplacement même de la fonderie.

## Historique

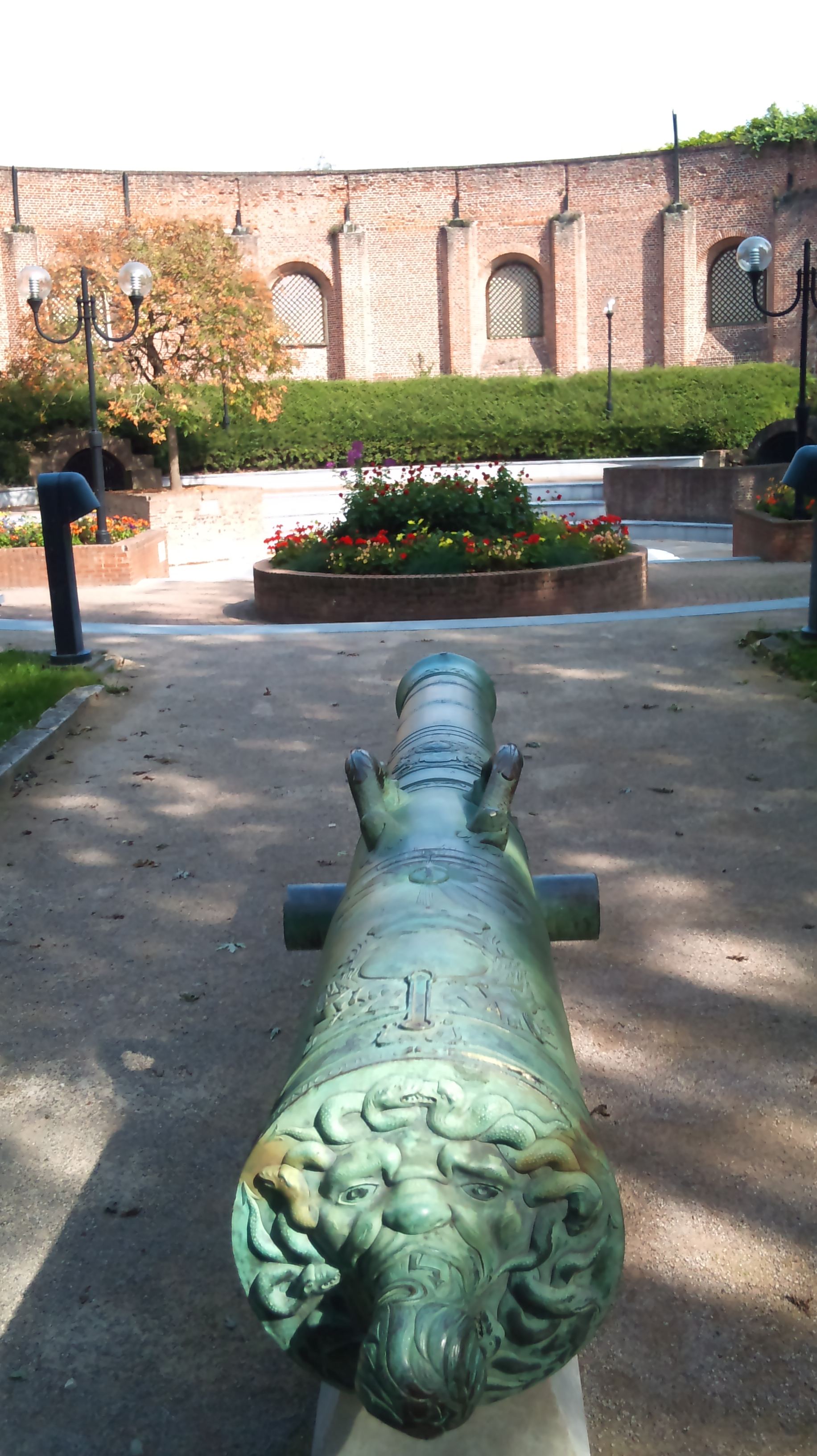
La furibonde.

En 1667, Douai devient ville française. Louis XIV décide d'en faire un centre militaire important : il y fait installer des casernes, un arsenal, une école d’artillerie et une fonderie de canons.
Cette dernière est édifiée en 1669 sur l'emplacement de l'ancien château des comtes de Flandre. Louis XIV en confie l’exploitation aux frères Jean-Jacques et Jean-Balthazar Keller, fondeurs suisses très réputés.
En 1696, elle passe à la famille Bérenger, dont Jean-François Bérenger, né à Douai en 1725, en reprend les rênes en 1747 ; il aura la charge de remonter la fonderie de Strasbourg. La fonderie de Douai sera ainsi gérée par cette famille jusqu’en 1819.

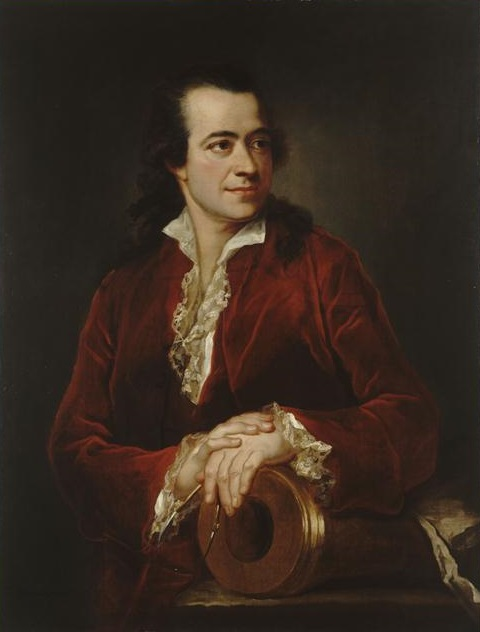
Johann Ernst Heinsius, Jean-François de Bérenger, commissaire général des fontes de l’artillerie à Douai, 1773

À partir de cette date et jusqu’à sa fermeture le 31 décembre 1867, elle sera dirigée par des officiers d’artillerie. Des bâtiments de la fonderie de Louis XIV, il ne reste aujourd’hui que le mur circulaire et le portail d’entrée.
De nombreux canons en bronze sont sortis de la fonderie de Douai. Certains sont visibles en France (Hôtel des Invalides), en Angleterre (tour de Londres), en Autriche, Espagne, Portugal, et même aux États-Unis (musée de l’école de West Point). Chaque canon est une pièce unique ayant une carte d’identité avec l’inscription de son calibre, son poids, son nom, celui du fondeur, les armes de France. « La Furibonde », (dépôt du musée de l’Armée, Paris) est placée dans les jardins de la fonderie afin de rappeler cette production importante. Ce canon a été fondu à Douai en 1744 par Jean-François Bérenger, directeur de la fonderie. Il pèse 2 050 kg et porte les armes de Louis-Charles de Bourbon et un soleil, emblème du roi.
Après la fermeture en 1867 de la fonderie, le site continue à fabriquer des  munitions pour l'armée et ceci jusqu'en 1918. En 1936, le site est déclassé et la Ville de Douai le rachète.
Le site accueille ensuite des locaux provisoires du lycée technique. L'endroit est appelé : Centre Charcot.
Le site tombe ensuite en ruines. De 1976 à 1981, des fouilles archéologiques sont effectuées sur le site.
En 1987, le site revit grâce à la restauration de l'enceinte de la fonderie de canons, puis en 1988-1989 une grande résidence pour personnes âgées y est construite et, pour finir, en mars 1990, le jardin public de la Fonderie est inauguré.

## Histoire
La première école d'officiers d'artillerie est créée en 1679 par le roi Louis XIV, près des bâtiments de l'université de Douai. L'arsenal de Douai est cité pour former des cadets d'artillerie à tirer au canon et à jeter des bombes, notamment au lieu-dit « le Polygone ». En août 1703, un édit de Louis XIV  modifie l'organisation de l'artillerie. L'arsenal de Douai est concerné par la suppression et la modification de certains postes. En 1744-1745, Jean Maritz supprime le coulage à noyau des canons pour le remplacer par le coulage en plein avec une forerie horizontale.
En 1753, un Irlandais dénommé Moore obtient du gouvernement l'autorisation de tester des pièces fondues par Bérenger. Ces essais ont lieu à Lambres en présence de Jean-Baptiste Vaquette de Gribeauval, qui est chargé plus tard de la réorganisation de l'artillerie pour la rendre plus mobile, expliquant en partie les succès des armées révolutionnaires et napoléoniennes.
Le 21 août 1811, Napoléon Ier demande à son ministre de la Guerre, Henri Jacques Guillaume Clarke, que la fonderie de Douai réalise un essai de coulée d'un canon permettant de tirer des obus de 8 pouces et commande des obus pour défendre l'Île d'Aix. Il lui demande également de ne pas lui réclamer d'argent ni pour les boulets ni pour les fonderies.
Les ruines de l'enceinte de la fonderie datent de 1825 où un nouveau bâtiment en fer à cheval fut construit avec trois fours de fusion de bronze, l'un de 30 tonnes, les autres de 15 et de 6 tonnes, ce qui permit à la fonderie de couler 450 canons en 1841.
Le 8 septembre 1827, Charles X vient à Douai, au Polygone, pour des exercices d'artillerie qui y sont présentés et assiste à une coulée de canons à la fonderie. En 1838 et 1839, au Polygone, sont tirés plus de 4 000 obus par deux canons seulement, tous deux issus de la fonderie de Douai, démontrant  ainsi la durabilité des canons en bronze par rapport à ceux en fonte de fer mais d'un coût nettement supérieur (d'un septième). Vers 1840, la fonderie est équipée de quatre bancs de forerie capables chacun de forer cinquante à soixante quinze canons par an, de différents calibres. En 1858, des expériences de résistance des matériaux, notamment du bronze, sont réalisées à la fonderie
En 1860, la fonderie de Douai a peu évolué, elle est restée en l'état depuis 1709, la fabrication de pièces d'artillerie ayant fait peu de progrès. En 1862, commence la construction de la fonderie de Bourges, plus centrée dans le pays et avec des machines à vapeur et des machines-outils de chez Eugène Pihet & Fils, qui va entraîner la fermeture des fonderies de Douai (en 1867), Strasbourg et Toulouse, celles-ci n'étant équipées que de machines rudimentaires sans automatisme. En 1866, la fonderie impériale de Douai coule un canon aux proportions extraordinaires de 22 tonnes d'acier et de bronze nommé le Prince Impérial.

## Fabrication des canons

### Procédé Keller
Les frères Keller, fondeurs suisses très réputés, tâchaient d'obtenir la perce du canon dès l'étape de fonte par interposition d'un noyau réfractaire en argile cassé en fin de refroidissement, mais avec une précision qui restait aléatoire.

### Procédé Maritz

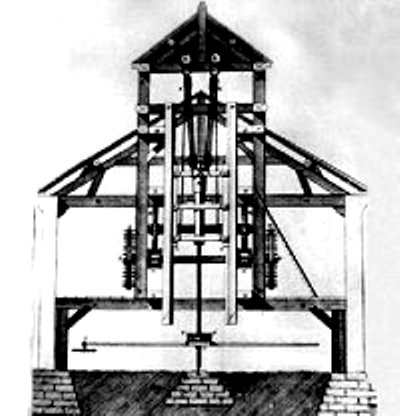
Alésage vertical des canons.

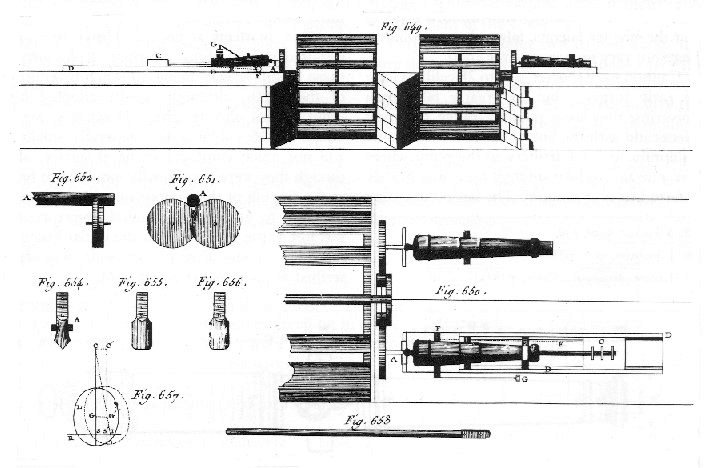
Le procédé Maritz pour l’alésage horizontal des canons (Encyclopédie de Diderot et d'Alembert).

Jean Maritz mit au point sa première machine à aléser verticale pour forer les canons en France, en 1713,. L'idée de Maritz était naturellement d'utiliser le poids du canon pour le maintenir au contact de l'outil de perçage (le mandrin). Mais la technique d'alésage vertical, qui supposait une rotation lente et bien contrôlée du fût, n'était cependant pas sans difficultés, et était d'une grande lenteur.
C'est pourquoi Maritz s'efforça de développer une deuxième technique pour l’alésage horizontal des canons, vers 1734,. L’amélioration par rapport au procédé Keller fut cette fois décisive : le perçage était presque parfaitement rectiligne, épousant avec une précision suffisante le diamètre des boulets, et accroissant par conséquent l'efficacité du tir par un meilleur guidage. Dans le procédé d’alésage horizontal de Maritz, le canon brut de coulée était mis en rotation dans un bâti, tandis que le mandrin était statique, comme cela s'effectue sur un tour à bois.
Le fils de Jean Maritz, Jean Maritz II, qui avait collaboré dans sa jeunesse aux recherches de son père, sera nommé  Inspecteur Général des fonderies de canons, en 1755.

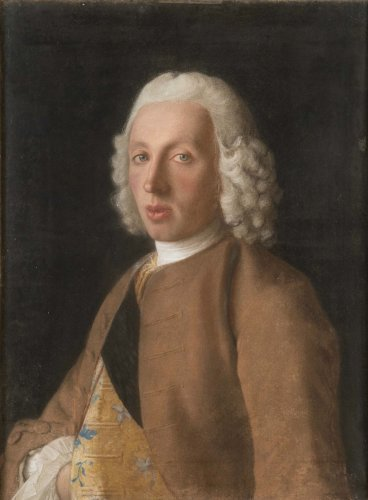
Jean-Étienne Liotard, Portrait en buste de Jean II Maritz, vers 1746-1748

Le procédé Maritz joua un rôle décisif dans l'émergence du système Gribeauval,.

## Personnalités attachées
- Alexandre François de Boubers-Mazingan, de 1789 à 1792 attaché à la fonderie puis nommé général le 10 brumaire an III[22].
- Jean Fabre de La Martillière inspecteur des travaux à la fonderie de 1775 à 1792.
- Charles Loubry qui fut envoyé en Serbie par Napoléon III, à la suite de la demande de Ilija Garasanin. Fort de son expérience à la fonderie de Douai, il dirige l'usine qui deviendra Zastava, de 1853 à 1857.

## Galerie de photographies

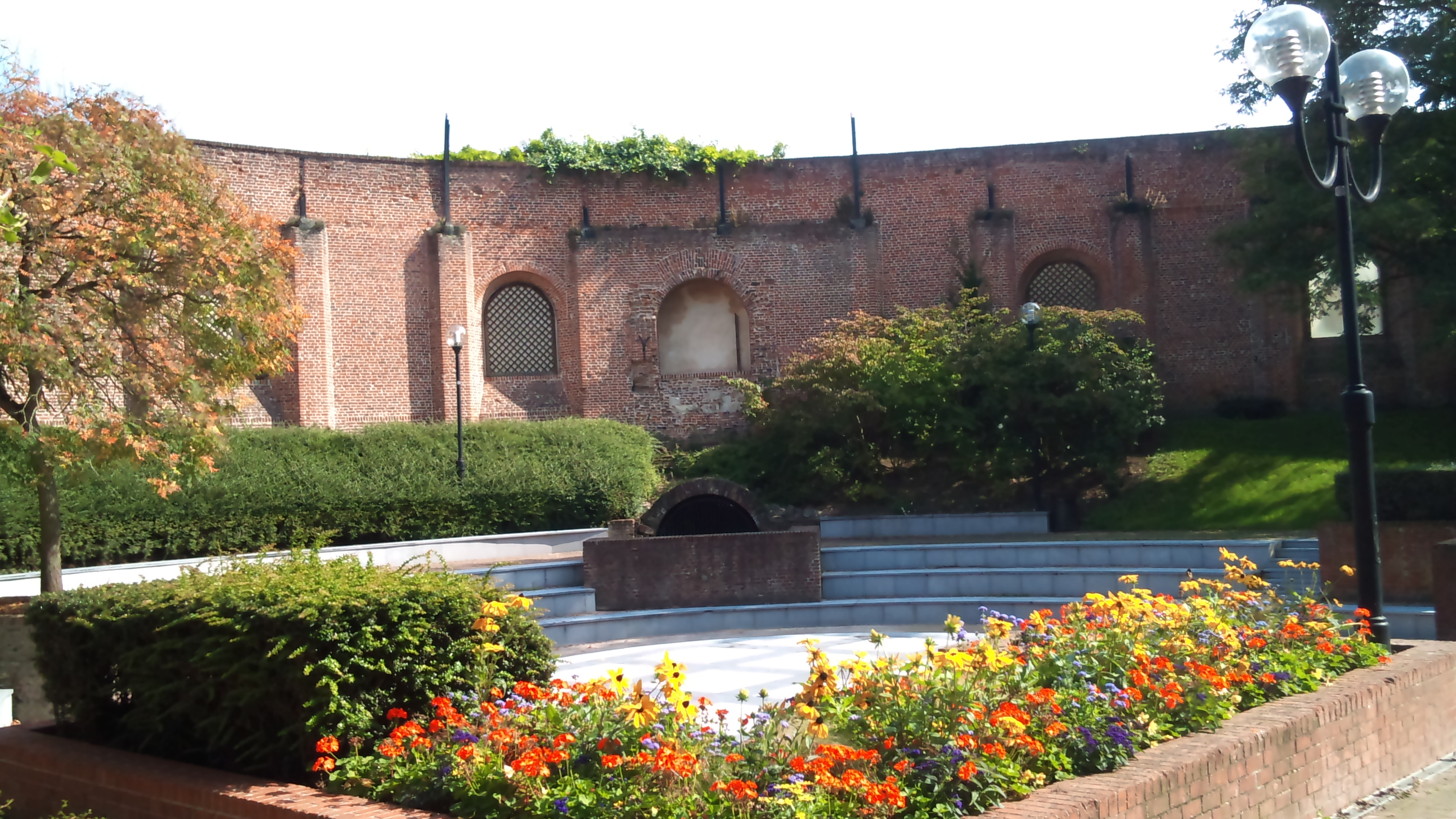
Jardins actuels.
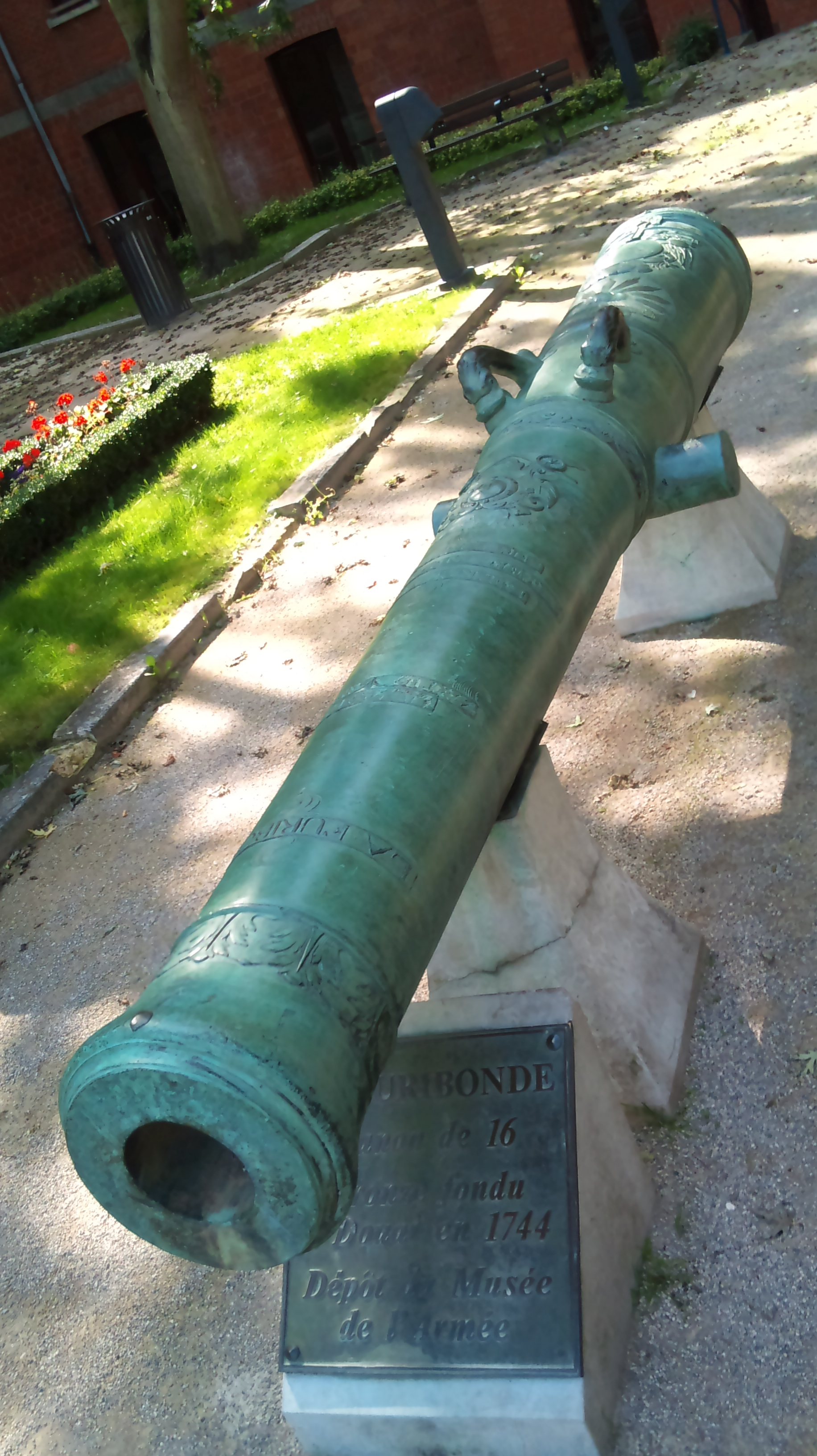
La furibonde.
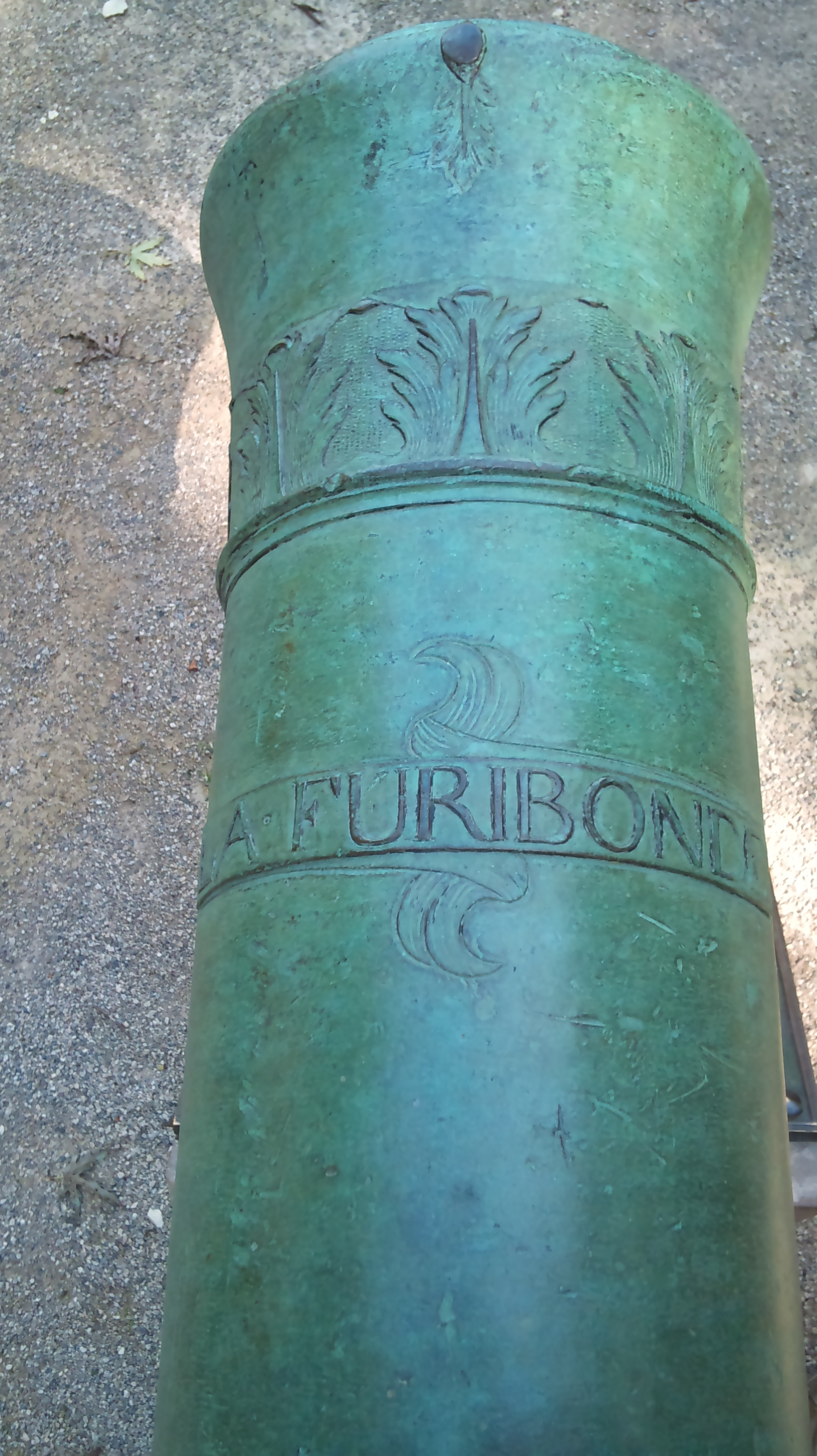
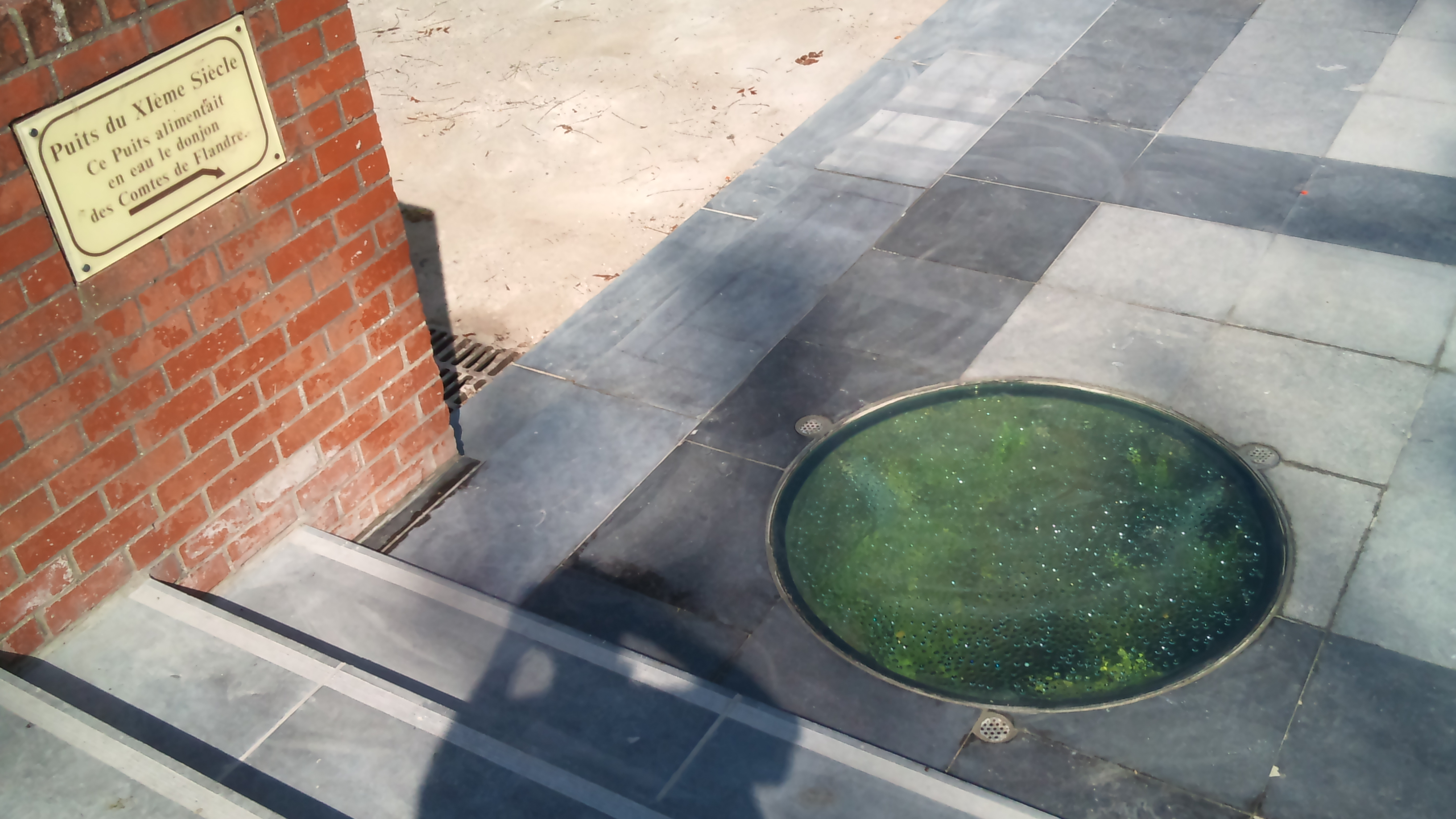
Puits du XIe siècle à l'emplacement du donjon du comte de Flandre.